# بروکفیلد شرقی (ماساچوست)
بروکفیلد شرقی، ماساچوست
بروکفیلد شرقی(به انگلیسی: East Brookfield) شهرکی در شهرستان ورچستر ایالت ماساچوست می‌باشد که در سال ۱۹۲۰ بنیان‌گذاری شده‌است. این شهرک در سرشماری سال ۲۰۱۰ میلادی، ۲٬۱۸۳ نفر جمعیت داشته‌است.